# 徐節 (嘉靖進士)
徐節（1526年—1581年），字和卿，號頤齋，山西平陽府臨汾縣人，明朝政治人物。

## 生平
嘉靖二十八年（1549年）己酉科山西乡试举人，嘉靖三十二年（1553年）癸丑科進士。吏部观政，四月丁父忧，以國戚起復任山東泰安州知州，嘉靖三十八年（1559年）升任南直隸蘇州府同知。嘉靖四十一年（1562年）接任知府，升徐州兵备副使，隆慶元年六月被弹劾回籍听勘。四年十二月降補河南左參議。升山东副使，隆慶六年十一月升陕西右参政兼佥事、甘肃管粮兼理兵备。
萬曆六年（1578年）正月，復除山东布政司右参政如旧，管理密云兵备屯田事，十二月升湖广按察使、整饬苏松兵备。八年六月官至陝西右布政使。萬曆九年（1581年）卒于官，年五十六。

## 家族
曾祖徐英；祖父徐雄；父徐息（1493年-1553年），字敏誠，號月巖。前母安氏；母周氏。弟徐策、徐簡。